# Таніґава Наґару
Наґару Таніґава (яп. 谷川 流, Таніґава Наґару, нар. 19 грудня 1970) — японський письменник. Випускник юридичного факультету університету Квансей Ґакуін. Найбільше відомий, як автор серії ранобе «Судзумія Харухі», котра отримала головну нагороду на 8-й церемонії нагородження Sneaker Awards, та яку було адаптовано в аніме-телесеріал. Поки серія ранобе була на паузі, він був автором сценарію манґи Amnesia Labyrinth, що виходила в журналі Dengeki Bunko.

## Кар'єра
Таніґава народився в місті Нішіномія, префектура Хьоґо. Після завершення місцевої старшої школи, він випустився з університету Квансей Ґакуін, здобувши юридичну освіту.
Після випуску, він працював у магазині жіночого одягу менеджером, допоки не почав письменницьку кар'єру у березні 2003 року, написавши новелу Dengeki!! Aegis 5 у журналі Dengeki Moeoh компанії Dengeki Bunko. 7 червня того ж року, вийшли його новели «Меланхолія Харухі Судзумії» (перший том серії) та «Покиньмо школу!». Станом на травень 2011, у Японії було продано 8 мільйонів примірників новел серії «Судзумія Харухі», усього вони продавались у 15 країнах; сумарно було продано 16,5 мільйонів примірників ранобе та манґи з серії.
У 2018, він брав участь у журі відбору 24-го Sneaker Awards.

## Особисте життя
У старших класах Таніґава відвідував художній гурток, а також раз на тиждень з'являвся у літературному клубі. В університеті він був у гуртку живопису.
Після закінчення вишу він працював у магазині жіночого одягу менеджером, але раптом відчув, що хоче звільнитися і стати письменником. Отримуючи допомогу по безробіттю, Таніґава часто відвідував бібліотеку, щоб якомога більше читати. Саме тоді, коли його заощадження закінчувалися і він відчував, що «приречений», з ним зв'язалися з редакції журналу Dengeki Bunko і повідомили, що його ранобе «Меланхолія Харухі Судзумії» щойно отримав головний приз щорічної премії Sneaker Awards.
Таніґава каже, що його бажання стати письменником було викликане читанням різних романів з дитинства, і що він поступово розробив «схему у своїй голові, що він хоче писати». Навіть після успіху «Харухі Судзумії» він не впевнений, чи є він справжнім письменником. В інтерв'ю зі своїм редактором Таніґава був описаний як «дуже спокійна й обізнана людина, яка використовує свій „процесор“ і пам'ять для відбору знань, що зберігаються на великому жорсткому диску в його голові, перед тим, як видати їх у стислій і точній формі».
Особисто застав Землетрус у Кобе. Вболіває за Hanshin Tigers. Не знав про існування доджінші та ероґе до того, як почав писати «Харухі Судзумію». Любить мотоцикли та грати в маджонг. Використовує клавіатуру thumb-shift.

## Впливи
Таніґава стверджував, що на його роботу вплинула наукова фантастика та підліткова література, яку він читав у середній школі. Наступні автори, за його словами, вплинули найбільше: Хідеюкі Кікучі, Юмемакура Баку, Еллері Квін, С. С. Ван Дайн, та Айзек Азімов.

## Роботи

### Ранобе
Suzumiya Haruhi (яп. 涼宮ハルヒ, Suzumiya Haruhi, Харухі Судзумія)
- The Melancholy of Haruhi Suzumiya (яп. 涼宮ハルヒの憂鬱, Suzumiya Haruhi no Yūutsu, Меланхолія Харухі Судзумії) — ISBN 4-04-429201-9
- The Sigh of Haruhi Suzumiya (яп. 涼宮ハルヒの溜息, Suzumiya Haruhi no Tameiki, Зітхання Харухі Судзумії) — ISBN 4-04-429202-7
- The Boredom of Haruhi Suzumiya (яп. 涼宮ハルヒの退屈, Suzumiya Haruhi no Taikutsu, Нудьга Харухі Судзумії) — ISBN 4-04-429203-5
- The Disappearance of Haruhi Suzumiya (яп. 涼宮ハルヒの消失, Suzumiya Haruhi no Shōshitsu, Зникнення Харухі Судзумії) — ISBN 4-04-429204-3
- The Rampage of Haruhi Suzumiya (яп. 涼宮ハルヒの暴走, Suzumiya Haruhi no Bōsō, Шаленство Харухі Судзумії) — ISBN 4-04-429205-1
- The Wavering of Haruhi Suzumiya (яп. 涼宮ハルヒの動揺, Suzumiya Haruhi no Dōyō, Тривоги Харухі Судзумії) — ISBN 4-04-429206-X
- The Intrigues of Haruhi Suzumiya (яп. 涼宮ハルヒの陰謀, Suzumiya Haruhi no Inbō, Інтриги Харухі Судзумії) — ISBN 4-04-429207-8
- The Indignation of Haruhi Suzumiya (яп. 涼宮ハルヒの憤慨, Suzumiya Haruhi no Fungai, Обурення Харухі Судзумії) — ISBN 4-04-429208-6
- The Dissociation of Haruhi Suzumiya (яп. 涼宮ハルヒの分裂, Suzumiya Haruhi no Bunretsu, Розчарування Харухі Судзумії) — ISBN 978-4-04-429209-6
- The Surprise of Haruhi Suzumiya (First Part) (яп. 涼宮ハルヒの驚愕 (前), Suzumiya Haruhi no Kyōgaku (Zen), Подив Харухі Судзумії (перша частина)) — ISBN 978-4-04-429211-9 (звичайна версія), ISBN 978-4-04-429210-2 (лімітована версія)
- The Surprise of Haruhi Suzumiya (Last Part) (яп. 涼宮ハルヒの驚愕 (後), Suzumiya Haruhi no Kyōgaku (Go), Подив Харухі Судзумії (остання частина)) — ISBN 978-4-04-429212-6 (звичайна версія), ISBN 978-4-04-429210-2 (лімітована версія)
- The Intuition of Haruhi Suzumiya (яп. 涼宮ハルヒの直観, Suzumiya Haruhi no Chokkan, Інтуїція Харухі Судзумії) — ISBN 978-4-04-110792-8

Покиньмо школу! (яп. 学校を出よう!, Gakkō o Deyō!)
- Escape from The School — ISBN 4-8402-2355-6
- I-My-Me — ISBN 4-8402-2433-1
- The Laughing Bootleg — ISBN 4-8402-2486-2
- Final Destination — ISBN 4-8402-2632-6
- Not Dead or Not Alive — ISBN 4-8402-2781-0
- Vampire Syndrome — ISBN 4-8402-2828-0

Dengeki Aegis 5
- Dengeki!! Aegis 5 (яп. 電撃!! イージス5) — ISBN 4-8402-2852-3
- Dengeki!! Aegis 5 Act.II (яп. 電撃!! イージス5 Act.II) — ISBN 4-8402-3173-7

The Closed Universe
- The Despairing Ones (яп. 絶望系 閉じられた世界, Zetsubōkei Tojirareta Sekai) — ISBN 4-8402-3021-8

The Guardian of My World
- Boku no Sekai o Mamoru Hito (яп. 僕のセカイをまもるヒト) — ISBN 4-8402-3206-7
- Boku no Sekai o Mamoru Hito 2 (яп. 僕のセカイをまもるヒト 2) — ISBN 4-8402-3444-2
- Boku no Sekai o Mamoru Hito ex (яп. 僕のセカイをまもるヒト ex) — ISBN 4-8402-3615-1

### Манґа
Amnesia Labyrinth
- Amnesia Labyrinth 1 (яп. 蜻蛉迷宮 1, Kagerō Meikyū 1) — ISBN 4-04-868067-6
- Amnesia Labyrinth 2 (яп. 蜻蛉迷宮 2, Kagerō Meikyū 2) — ISBN 4-04-868301-2

### Колаборації
Bokusatsu Tenshi Dokuro-chan Desu
- Bokusatsu Tenshi Dokuro-chan Desu (яп. 撲殺天使ドクロちゃんです) — ISBN 4-8402-3443-4